# Uğurlu, Kurucaşile
Uğurlu là một xã thuộc huyện Kurucaşile, tỉnh Bartın, Thổ Nhĩ Kỳ. Dân số thời điểm năm 2011 là 274 người.